# Alice Horodisch-Garnmann
Alice Horodisch-Garnmann later noemde zij zich ook Garman,  (Berlijn, 31 oktober 1905 - Amstelveen, 12 december 1984) was een van oorsprong Duitse  graficus, grafisch ontwerper, houtgraveur, pastellist, pentekenaar, aquarellist en boekbandontwerper. Vanaf 1945 woonde ze in Nederland. Zij volgde een opleiding aan de Vereinigte Staatsschule für freie und angewandte Kunst in Berlijn en was daar leerlinge van Oskar Herman Werner Hadank.
Alice Garnmann was werkzaam in Berlijn tot 1933 en daarna in Amsterdam tot 1942, toen in Zwitserland tot 1945 en vanaf dat jaar weer in Amsterdam. Zij trouwde in Berlijn met de latere Amsterdamse boekhandelaar en uitgever Abraham Horodisch, met wie zij in 1942 vanwege het gevaar door de Duitsers gearresteerd te worden, kon vluchten naar Zwitserland.
Zij heeft naast talloze grafische ontwerpen ook naam gemaakt met het ontwerpen van postzegels en exlibris. Bij Geheugen van Nederland zijn 16 exlibris van haar afgebeeld die alle op naam van Abraham Horodisch staan.

## Enkele werken
- Abraham Horodisch, De legende van Rabbi Elia den Eenvoudige. Amsterdam, Wereldbliotheek, 1960. 115 p. Illustraties Alice Horodisch-Garman
- D. Giltay Veth, De Reis. Amsterdam, eigen beheer, 1948. 20 p., met met de hand gekleurde tekeningen van Alice Horodisch-Garman, genummerde oplage van 75 exemplaren.
- Catalogus Moderne miniatuurkunst van Alice Horodisch-Garman. Tentoonstelling 21 maart - 29 april 1967. Den Haag, Meermanno-Westreenianum/ Museum van het Boek, 1967. 28 p. Geïllustreerd.
- Anton Koolhaas, Een seizoen toneel, (illustraties door Alice Horodisch-Garnmann). Leiden, A.W. Sijthoff 1947

- Biografisch Portaal: 49518917
- Digitale Bibliotheek voor de Nederlandse Letteren: garn003
- Gemeinsame Normdatei: 136905714
- International Standard Name Identifier: 0000 0003 9372 3330
- Library of Congress Control Number: no2016135272
- Nationale Bibliotheek van Israël: 987007311427105171
- Nederlandse Thesaurus van Auteursnamen: 134438337
- RKD-Nederlands Instituut voor Kunstgeschiedenis: 39799
- Union List of Artist Names: 500670553
- Virtual International Authority File: 27486860
- WorldCat: E39PBJdxby7x9Pr6hpWDvPkxDq